# Manuel de Santa Inês Ferreira
Manuel de Santa Inês Ferreira, O.C.D. (Cascais, Cascais, 1704 – Salvador, 22 de junho de 1771) foi um prelado português, arcebispo da Bahia e Primaz do Brasil.

## Biografia

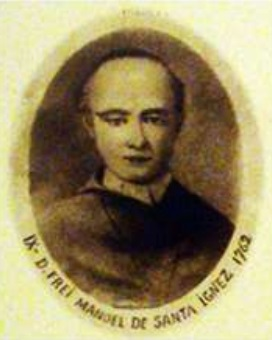
Retrato do Álbum Arcebispos da Bahia — Catedral Basílica de São Salvador

Foi ordenado padre pela Ordem das Carmelitas Descalças em 27 de junho de 1728. Foi nomeado bispo de São Paulo de Luanda em 15 de dezembro de 1745, sendo confirmado em 13 de março de 1746, sendo seu consagrante Dom Tomás de Almeida. Em 6 de agosto de 1770, foi elevado a arcebispo, sendo transferido para a Arquidiocese de São Salvador da Bahia, onde ficou até a sua morte, em 1771.